# Iron Road for Children

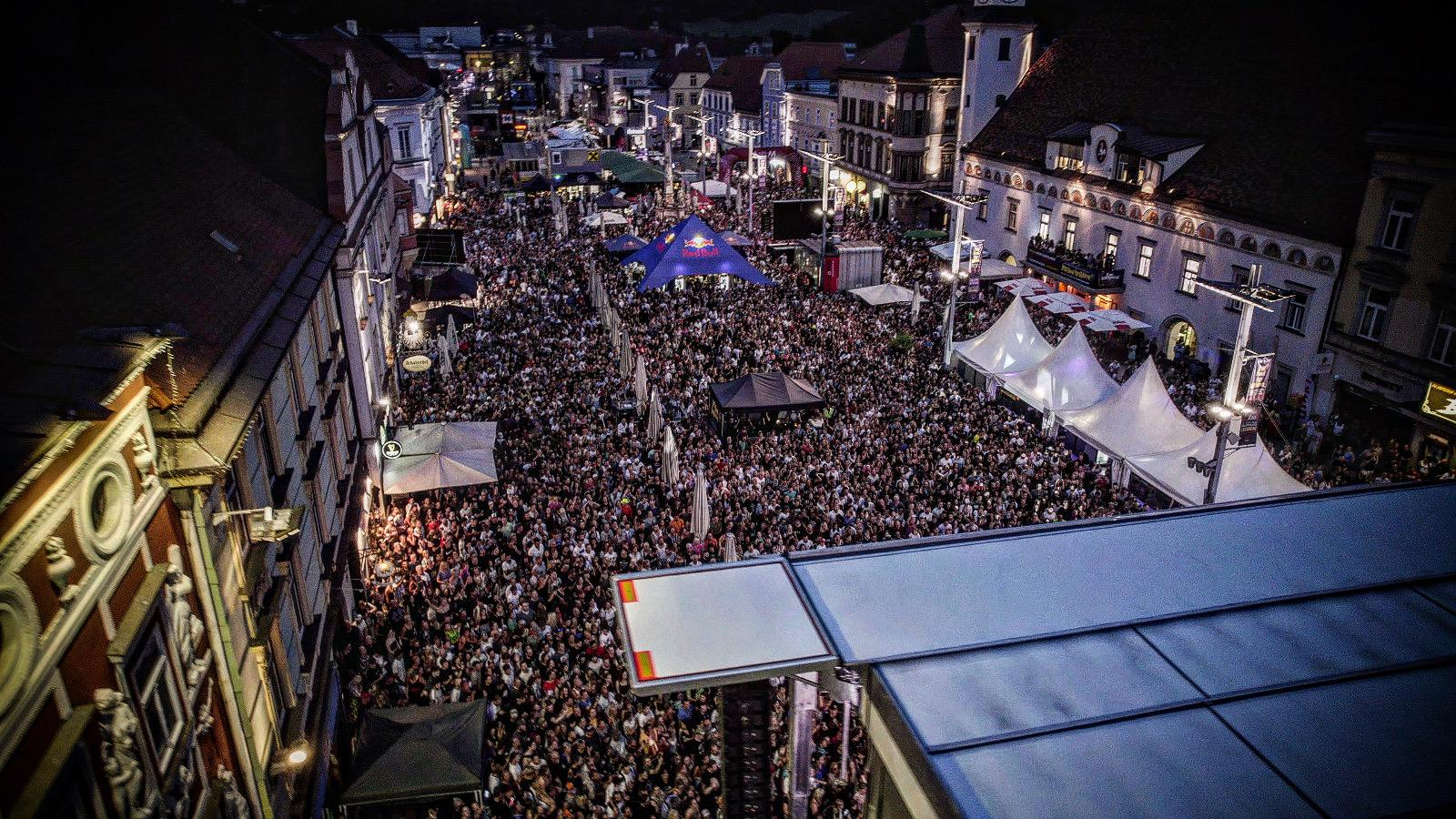
Das IRFC 2022

Die Iron Road for Children, kurz IRFC, ist eine österreichische markenoffene, in der Regel jährlich in der Steiermark stattfindende Benefiz-Veranstaltung für Bikes, Vespas und US-Cars. Der Eintritt ist kostenlos, stattdessen werden laut eigener Aussage Spendengelder für erkrankte Kinder aus Österreich gesammelt.

## Geschichte
Neben Ausfahrten mit den Fahrzeugen, Live-Konzerten, einem Kinderbereich und einer Tattoo-Area wird den Besuchern auch ein Aussteller- und Street-Food-Bereich geboten.

### IRFC 2017
Die IRFC debütierte im Jahr 2017. Vom 28. bis zum 30. Juli fanden sich mehr als 600 Motorräder in Leoben ein, um an der Ausfahrt am 29. Juli nach Trofaiach teilzunehmen. Mehrere Tausende Besucher unterstützten mit ihrer Spende Marcel, das erste offizielle Spendenkind der IRFC. Über € 30.000,- konnten gesammelt werden. Zu Gast waren unter anderem die Bands Alkbottle, Brownstone Inc. und Deasel Weasel.

### IRFC 2018
Vom 27. bis zum 28. Juli 2018 fand die zweite Auflage der IRFC statt. Mehr als 20.000 Besucher, 20 Bands und eine Spendensumme von über 58.000 € konnten an diesem Wochenende gezählt werden. Zu Gast waren unter anderem Opus, Restless Lesly und Roadking.

### IRFC 2019
Zum dritten Mal ging die IRFC vom 26. bis zum 28. Juli 2019 über die Bühne. Über 25.000 Besucher, 16 Bands und eine Spendensumme von nahezu 85.000 € konnten gezählt werden. 2019 gab es erstmals auch eine Tattoo-Area mit mehr als 20 Artists. Zu Gast waren unter anderem Christina Stürmer, Dayarouge und Dolly Bastard.

### IRFC 2022
Nach einer Pause aufgrund der Corona-Pandemie fand die vierte Runde der IRFC vom 22. bis 24. Juli 2022 statt. Über 40.000 Besucher waren dabei vor Ort und es konnte eine Spendensumme von über 132.000 € gesammelt werden.
Der Veranstalter weitete das Eventgelände aus, es wurden zusätzlich zum Hauptplatz nun auch der Kirchplatz mit der Iron Road to Nova Rock Stage und der Live Congress Leoben mit der Custom Bike Area bespielt. In Zusammenarbeit mit der ACA Custom Show wurde eine eigene IRFC Custom Bike Area im Live Congress Leoben mit Bike-spezifischen Ausstellern und eigener Showbühne präsentiert. Im Rahmen dieses neuen Programmpunkts wurde mit internationaler Beteiligung die Internationale Österreichische Meisterschaft im Custom-Bike-Bau ausgetragen. In der Jury dazu war unter anderem Moderator Armin Assinger und Wrestling-Champion Chris Raaber. Auf der neuen "Iron Road to Nova Rock"-Bühne traten insgesamt 12 Newcomer-Bands und 4 etablierte Headliner auf. Von einer Fachjury wurde von den 12 Newcomer-Bands eine als Sieger gekürt, welche dann beim Nova Rock 2023 auftreten konnte.
Zu Gast waren unter anderem Cil City, Reverend Backflash, Seiler und Speer, Sergeant Steel, Wiener Wahnsinn, Silenzer und Vinegar Hill.
Im Nachgang zur Iron Road for Children 2022 und vor den Vorbereitungen zur 5. Auflage, wurde eine Kooperation mit "Licht ins Dunkel" ins Leben gerufen, welche zusätzlich zu der bereits bestehenden Kooperation mit dem Spendenverein Steirer helfen Steirern helfen soll, eine größere Reichweite zu generieren.
Ebenso wurde im Eigenverlag ein Buch mit dem Titel "Die Iron Road for Children Story - Volume 1" veröffentlicht.

### IRFC 2023
Vom 28. bis 30. Juli 2023 fand die fünfte Auflage der Iron Road for Children unter dem Motto "Rock. Ride. Help." statt. Mit einer dritten Bühne (Singer/Songwriter Stage) im Live Congress Leoben wurde abermals eine Erweiterung geschaffen. Knapp 41.000 Besucher konnten am Event begrüßt werden und es wurde eine Spendensumme von ca. 190.000 € für erkrankte Kinder in Österreich gesammelt. Als Co-Moderator führte Benny Hörtnagl durchs Programm, zu Gast waren unter anderem Bloodsucking Zombies from Outer Space, Josh. featuring Speer, Thundermother, Wiener Wahnsinn, Leons Massacre, Vinegar Hill und We blame the Empire.

## Auszeichnungen
- 2023 Bundeseventpreis Austrian Event Award in Gold - Kategorie: Public Events Charity, für Iron Road for Children 2022.[11]
- 2019 Green Panther in Silber – Kategorie: Event für Iron Road for Children 2018[12][13]
- 2019 Bundeseventpreis Austrian Event Award in Bronze - Kategorie: Public Events Charity, an Brainsworld Design Agency  für Iron Road for Children 2019[14]
- 2018 Green Panther in Gold – Kategorie: Event, an Brainsworld für Iron Road for Children.[15]